# KeSPA Cup
KeSPA Cup (с англ. — «Кубок KeSPA»; кор. 케스파컵) — ежегодное киберспортивное мероприятие, организуемое KeSPA, корейской киберспортивной ассоциацией. В 2018 году в рамках мероприятия проводился турнир по League of Legends. До 2016 года также проводились турниры по StarCraft II.

## История
Первый кубок KeSPA прошёл в 2005 году. В его рамках прошли игры между профессиональными и любительскими командами по StarCraft. Также были организованы турниры по Special Force, KartRider и FreeStyle Street Basketball. Второй кубок прошёл в 2007 году в Седжонском университете и включал в себя также соревнования по WarCraft III и Counter-Strike.
В 2014 году, после перерыва в семь лет, проведение KeSPA Cup было возобновлено в обновлённом формате на ежегодной основе. Единственной игрой, оставшейся на кубке к моменту перезапуска, был StarCraft II. В рамках турнира по этой дисциплине за 8 миллионов корейских вон сразилось 16 лучших игроков года. На следующий год было проведено два турнира по StarCraft II — в мае и июле. Также с 2015 года в рамках кубка начали проводиться турниры по League of Legends.
В 2016 году победивший на кубке KeSPA Алекс «Neeb» Сандерхафт стал первым за 16 лет некорейским игроком в StarCraft, выигравшим крупный корейский турнир. Предыдущим некорейским чемпионом был Гийом Пати, выигравший первую Ongamenet Starleague в 2000 году.

## Турниры

### StarCraft
В рамках KeSPA Cup проводился командный чемпионат по StarCraft, в котором профессиональные команды KeSPA играли против любительских команд. С 2007 года соревнования по StarCraft не проводятся.
| Год  | Название турнира     | Победитель    |
| ---- | -------------------- | ------------- |
| 2005 | The First KeSPA Cup  | Samsung       |
| 2007 | The Second KeSPA Cup | MBC Game Hero |

### StarCraft II
Все турниры по StarCraft II проводились в рамках StarCraft II World Championship Series, соответственно, давали участникам очки WCS. Формат турнира — групповая стадия из 16 человек и плей-офф для 8 человек.
| Год  | Название турнира                           | Победитель                  | Счёт | Второе место           | Призовой фонд (KRW) |
| ---- | ------------------------------------------ | --------------------------- | ---- | ---------------------- | ------------------- |
| 2014 | 2014 KeSPA Cup                             | Джу «Zest» Сон Вук (п)      | 4:1  | Ким «herO» Джун Ху (п) | 80 000 000          |
| 2015 | GiGA Internet 2015 KeSPA Cup Season 1      | Ким «herO» Джун Ху (п)      | 4:3  | Пак «Dark» Риюнг У (з) | 25 000 000          |
| 2015 | LOTTE Homeshopping 2015 KeSPA Cup Season 2 | О «soO» Юн Су (з)           | 4:1  | Пак «Dark» Риюнг У (з) | 25 000 000          |
| 2016 | 2016 KeSPA Cup                             | Алекс «Neeb» Сандерхафт (п) | 4:0  | Чо «Trap» Сон Хо (п)   | 55 000 000          |

### League of Legends
League of Legends была добавлена к турниру в 2015 году. В 2018 году в соревновании приняло участие 19 команд, из них 4 лучших на League of Legends Champions Korea были распределены сразу в четвертьфинал.
| Год  | Победитель          | Счёт | Второе место      | Призовой фонд (KRW) |
| ---- | ------------------- | ---- | ----------------- | ------------------- |
| 2015 | ESC Ever            | 3:0  | CJ Entus          | 100 000 000         |
| 2016 | ROX Tigers          | 3:1  | Kongdoo Monster   | 100 000 000         |
| 2017 | KT Rolster          | 3:2  | Longzhu Gaming    | 100 000 000         |
| 2018 | Griffin             | 3:0  | Gen.G             | 102 000 000         |
| 2019 | Afreeca Freecs      | 3–0  | Sandbox Gaming    | 158 000 000         |
| 2020 | Damwon Gaming       | 3–0  | Nongshim RedForce | 144 000 000         |
| 2021 | DWG KIA Challengers | 3–1  | BRO Challengers   | 20 000 000          |